# Geotrypetes
Geotrypetes és un gènere d'amfibis gimnofions de la família Caeciliidae que conté les següents espècies.

## Taxonomia
- Geotrypetes angeli. Habita a Guinea i Sierra Leone. Els seus hàbitats naturals inclouen boscos secs tropicals o subtropicals, plantacions, jardins rurals i zones prèviament boscoses ara molt degradades.
- Geotrypetes pseudoangeli. Habita a Guinea i Libèria. Els seus hàbitats naturals inclouen boscos secs tropicals o subtropicals, plantacions, jardins rurals i zones prèviament boscoses ara molt degradades.
- Geotrypetes seraphini. També anomenada cecília de Gabon. Habita a Camerun, República Democràtica del Congo, Costa d'Ivori, Guinea Equatorial, el Gabon, Ghana, Guinea, Libèria, Nigèria, Sierra Leone i, possiblement, Angola i República del Congo. Els seus hàbitats naturals inclouen boscos secs tropicals o subtropicals, plantacions, jardins rurals, àrees urbanes, zones prèviament boscoses ara molt degradades i terres agrícoles inundades en algunes estacions.